# 斯基罗斯岛
斯基罗斯岛（Σκύρος）是希腊北斯波拉泽斯群岛中面积最大的岛屿，面积約209平方公里，位于爱琴海中部、埃維亞島東方，島上人口数量约为3,000人（2021年）。
行政上该岛隶屬於中希臘大區埃维亚专区的斯基罗斯市镇，除此岛外该市镇还包括周边一些小岛。該島有許多沙灘，現為旅遊勝地，島上有機場。

## 历史
根據希臘神話，忒修斯死於島上。公元前475年，雅典的客蒙（Cimon）征服了全島。此後斯基羅斯島成為了提洛同盟的一部分。公元前340年，馬其頓人接管了島嶼並持續其統治至公元前192年。

## 人口数据
| 年份 | 人口数量 |
| ---- | -------- |
| 1981 | 2,757    |
| 1991 | 2,901    |
| 2001 | 2,602    |
| 2011 | 2,994    |
| 2021 | 3,052    |